# آنتوان دمواتیه
آنتوان دمواتیه (انگلیسی: Antoine Demoitié؛ ۱۶ اکتبر ۱۹۹۰ – ۲۷ مارس ۲۰۱۶) دوچرخه‌سوار اهل بلژیک بود.
از باشگاه‌هایی که در آن بازی کرده‌است می‌توان به دابلیوبی ورانکلاسیک آکوا پروتکت و وانتی–گروپ گوبر اشاره کرد.